# PGC 2861
LEDA/PGC 2861 ist eine Irreguläre Galaxie vom Hubble-Typ I im Sternbild Walfisch südlich der Ekliptik und ist schätzungsweise 178 Millionen Lichtjahre von der Milchstraße entfernt. Gemeinsam mit sechs weiteren Galaxien bildet sie dei NGC 271-Gruppe (LGG 13).

Im selben Himmelsareal befinden sich u. a. die Galaxien NGC 259 und NGC 271.